# Brigitte Broch

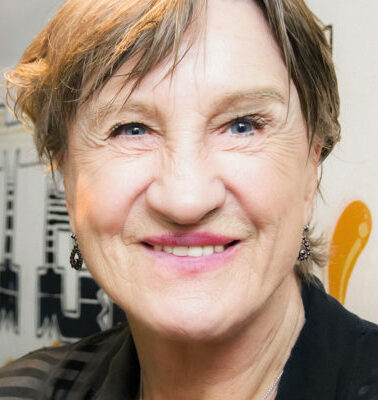
Brigitte Broch, 2022

Brigitte Broch (* 21. November 1943 in Köslin) ist eine mexikanische Szenenbildnerin deutscher Herkunft. Sie wurde 1997 für William Shakespeares Romeo + Julia für einen Oscar nominiert und wurde 2001 die erste mexikanische Frau, die einen Oscar gewann, als sie die Auszeichnung für das beste Szenenbild für ihre Arbeit an Moulin Rouge! erhielt.

## Leben
1943 wurde Broch in der damals zur Provinz Pommern gehörenden Stadt Köslin geboren. Als Vertriebene ließen sich ihre Eltern 1945 in Solingen nieder. Im Alter von 17 Jahren beendete Broch die Schule vorzeitig, ging zunächst vorübergehend nach England; dann zog es sie, nachdem sie eine Zeit lang in Hamburg gelebt hatte, 1968 nach Mexiko, wo bereits eine Freundin von ihr lebte. In Mexiko arbeitete Broch als Sekretärin und Lehrerin für Deutsch und Englisch. Nebenbei absolvierte sie eine Ausbildung zur Dolmetscherin.
Bereits in den 1980ern kam sie als Schauspielerin und Produzentin in kleineren Filmen mit dem mexikanischen Filmgeschäft in Kontakt. Aufgrund ihres Interesses für verschiedene künstlerische Ausdrucksformen arbeitete sie ab Beginn der 1990er hauptsächlich als Szenenbildnerin und Artdirectorin in zahlreichen mexikanischen Produktionen mit. Bereits 1992 arbeitete sie in dem Film Cronos mit Guillermo del Toro zusammen. Für die Filme El jardín del Edén (1995), La otra conquista (1999) und Amores Perros (2000) wurde Broch jeweils für einen Ariel Award, dem wichtigsten mexikanischen Filmpreis, nominiert, den sie 2000 mit dem Film Sexo, pudor y lágrimas gar gewinnen konnte.
Mitte der 90er gehörten mit Wilder Zauber und William Shakespeares Romeo + Julia auch internationale Filme zu ihren Arbeiten. Für letzteren wurde sie bei der Oscarverleihung 1997 gemeinsam mit Catherine Martin für einen Oscar in der Kategorie Bestes Szenenbild nominiert. 2002 wurden Broch und Martin für ihre Arbeit in dem Film Moulin Rouge von Baz Luhrmann erneut für einen Oscar für das beste Szenenbild nominiert und konnten den Preis diesmal gewinnen.
In der Folgezeit arbeitete sie für einige Filme mit Regisseur Alejandro González Iñárritu zusammen, dazu gehörten z. B. 21 Gramm, Biutiful und Babel mit Brad Pitt in der Hauptrolle, für den sie eine Nominierung bei der Preisverleihung der Art Directors Guild erhielt.

## Filmografie (Auswahl)
- 1993: Cronos (La Invención de Cronos)
- 1995: Wilder Zauber (Rough Magic)
- 1996: William Shakespeares Romeo + Julia (William Shakespeare’s Romeo + Juliet)
- 2001: Moulin Rouge (Moulin Rouge!)
- 2001: Powder Keg
- 2002: Echte Frauen haben Kurven (Real Women Have Curves)
- 2003: 21 Gramm (21 Grams)
- 2006: Babel
- 2008: 8 Blickwinkel (Vantage Point)
- 2008: Der Vorleser (The Reader)
- 2010: Biutiful